# Lawiny ze Żlebu Marcinowskich
Lawiny ze Żlebu Marcinowskich – lawiny schodzące ze Żlebu Marcinowskich w polskich Tatrach Zachodnich. Jest to żleb w północno-wschodnich stokach Kondratowego Wierchu, opadający na Niżnią Goryczkową Rówień w Dolinie Goryczkowej.

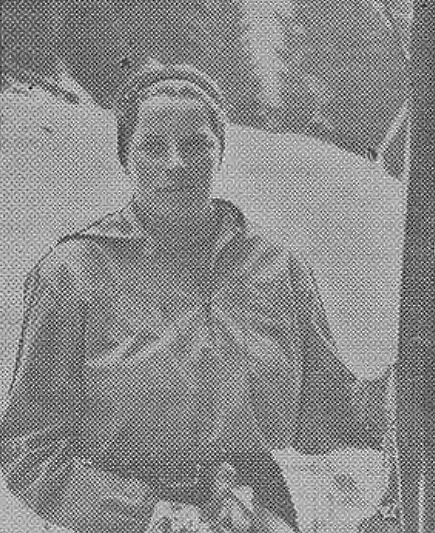
Zofia Gąsienica-Marcinowska (wówczas Stopkówna) podczas zawodów FIS w Zakopanem w 1939

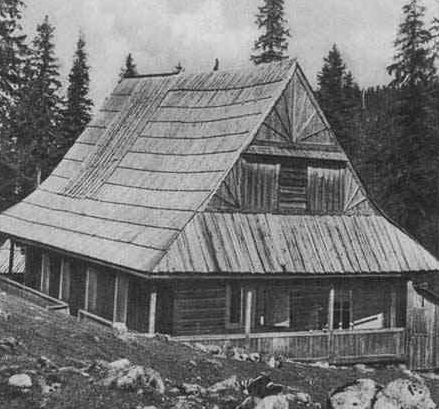
Schronisko przed lawiną

## Lawina w 1956 roku
Najtragiczniejszą była lawina, która zeszła w nocy z 2 na 3 marca 1956 r. Lawina ruszyła spod Kondratowego Wierchu i uderzyła w Schronisko w Dolinie Goryczkowej. W obiekcie przebywali wówczas właściciele schroniska: Zofia Gąsienica-Marcinowska (z d. Stopkówna), czołowa polska narciarka, jej mąż Władysław oraz trzej żołnierze Wojska Ochrony Pogranicza. Schronisko zostało doszczętnie zniszczone, a wszyscy w nim przebywający zabici. Schroniska nigdy nie odbudowano. Zniszczony został również znajdujący się w pobliżu szałas zwany Schroniskiem Króla. Żleb, którym zeszła lawina, na pamiątkę tego wydarzenia nosi nazwę Żlebu Marcinowskich.
Lawina zeszła samoistnie. Poprzedziły ją intensywne opady śniegu i silny południowo-zachodni wiatr, który nawiał masy śniegu do żlebu. Bezpośrednio po tym nastąpiło ocieplenie, które prawdopodobnie zdestabilizowało pokrywę śnieżną. Lawina zsuwając się po zboczu zniszczyła spory kawał lasu i obydwa schroniska. Spowodowana była wyjątkowym splotem okoliczności. Władysław Cywiński podaje, że obecnie górną częścią Żlebu Marcinowskich lawiny schodzą rzadko, a dolną raz na kilkadziesiąt lat. Dawniej jednak, gdy zbocze Kondratowego Wierchu było bardziej trawiaste, lawiny schodziły częściej. Witold Henryk Paryski pisze, że wielokrotnie niszczyły szałasy na Niżniej Goryczkowej Równi.

## Lawina w 2012 roku
Druga groźna lawina ze Żlebu Marcinowskich miała miejsce w 2012 r. O godzinie 11:26 dyżurka TOPR otrzymała informację o zasypaniu przez lawinę u wylotu Żlebu Marcinowskich dwóch skialpinistek. Jedną z nich udało się odgrzebać ratownikowi, który znalazł się tam przypadkiem, w trakcie przejażdżki nartami. Narciarka nie odniosła poważniejszych obrażeń. Wkrótce na lawinisko skuterami śnieżnymi, ratrakiem i helikopterem dotarli ratownicy TOPR. Narciarki nie miały detektorów lawinowych. Ratownicy przy pomocy sond lawinowych i psów przeszukali lawinisko. O godz. 12.15 odkopali drugą narciarkę, która znajdowała się w stanie utraty przytomności. Helikopter przewiózł ją do szpitala, narciarka zmarła po kilku dniach, nie odzyskując przytomności.
Tę lawinę również poprzedziły obfite opady śniegu, wiatr, który przenosił duże ilości świeżego śniegu do Żlebu Marcinowskiego i w inne jary i kotliny, oraz dość gwałtowne ocieplenie. Wiatr spowodował powstanie niezwiązanych z podłożem zasp, a ocieplenie ich destabilizację. Do zejścia lawiny wystarczył niewielki bodziec, w tym przypadku było nim zgromadzenie się na jednym miejscu trzech ludzi (tuż przed lawiną wylotem Żlebu Marcinowskich przejechał jakiś narciarz), oraz upadek jednej z narciarek.

## Ofiary
- Władysław Gąsienica Marcinowski
- Zofia Gąsienica-Marcinowska (z domu Stopkówna)[7]
- Tadeusz Rutkowski
- Józef Tumiński
- Eugeniusz Żerański[8]